# Malleval (Loira)
Malleval è un comune francese di 563 abitanti situato nel dipartimento della Loira nella regione dell'Alvernia-Rodano-Alpi.

## Società

### Evoluzione demografica
Abitanti censiti